# بفرشتدت (زامتگمایند)
بفرشتدت (به آلمانی: Samtgemeinde Beverstedt) یک منطقهٔ مسکونی در آلمان است که در کوکسهاون واقع شده‌است. بفرشتدت ۱۳٬۶۹۴ نفر جمعیت دارد.